# Daniell Abrew
Daniell Abrew (nome artístico de Daniel Abreu Diogo de Siqueira; Fortaleza, 24 de setembro de 1982) é um ator, cineasta, roteirista e produtor brasileiro nascido na capital do Ceará. Filho primogênito da união entre primos, aos 7 anos de idade iniciou seus primeiros trabalhos cinematográficos em curta-metragem na fazenda do avô localizada no interior do Estado, em Quixeramobim, onde passou a maior parte de sua infância.
Em 2005 foi diretor de Centopeia, o primeiro filme em longa-metragem do gênero ficção-científica do Ceará lançado nas salas de cinema em 2008 e relançado em 15 de janeiro de 2010 no Cine São Luiz.

## Filmografia
- 1994 - O Tesouro Perdido
- 1996 - Tempestade
- 1996 - Ceifador
- 1998 - Prisão Subterrânea
- 1999 - O Desertor
- 2000 - A Unção do Enfermo
- 2000 - A Lenda de Linda Cruz
- 2000 - Underground Prison
- 2001 - Bounty Hunter[2]
- 2002 - Mormaço[3]
- 2005 - Centopeia
- 2008 - Paideia
- 2011 - Sedição de Juazeiro
- 2017 - Onde Nascem os Bravos[4]
- 2020 - Como Vivem os Bravos[5]
- 2024 - Na Mão do Palhaço[6]
- 2025 - Quando Morrem os Bravos[7]
- 2026 - O Homem Que Mata[8]